# Cualbra
Les cualbres, també anomenades cuagres, puagres i crualgues, són bolets del gènere Russula de carn que s'engruna entre els dits com la dels rovellons, lleteroles, pebrassos i carboneres, però que no alliberen llet en tallar-los o ferir-los. A diferència dels pebrassos i carboneres no presenten laminetes entre les làmines.
Són bolets micorrízics d’identificació complexa pel fet de tenir colors molt variats, vermells, morats, blaus, verds, grocs, bruns o grisencs, que canvien amb el temps, la pluja i la insolació.
Són bolets que abunden en les temporades caloroses i que accepten pluges sovintejades.

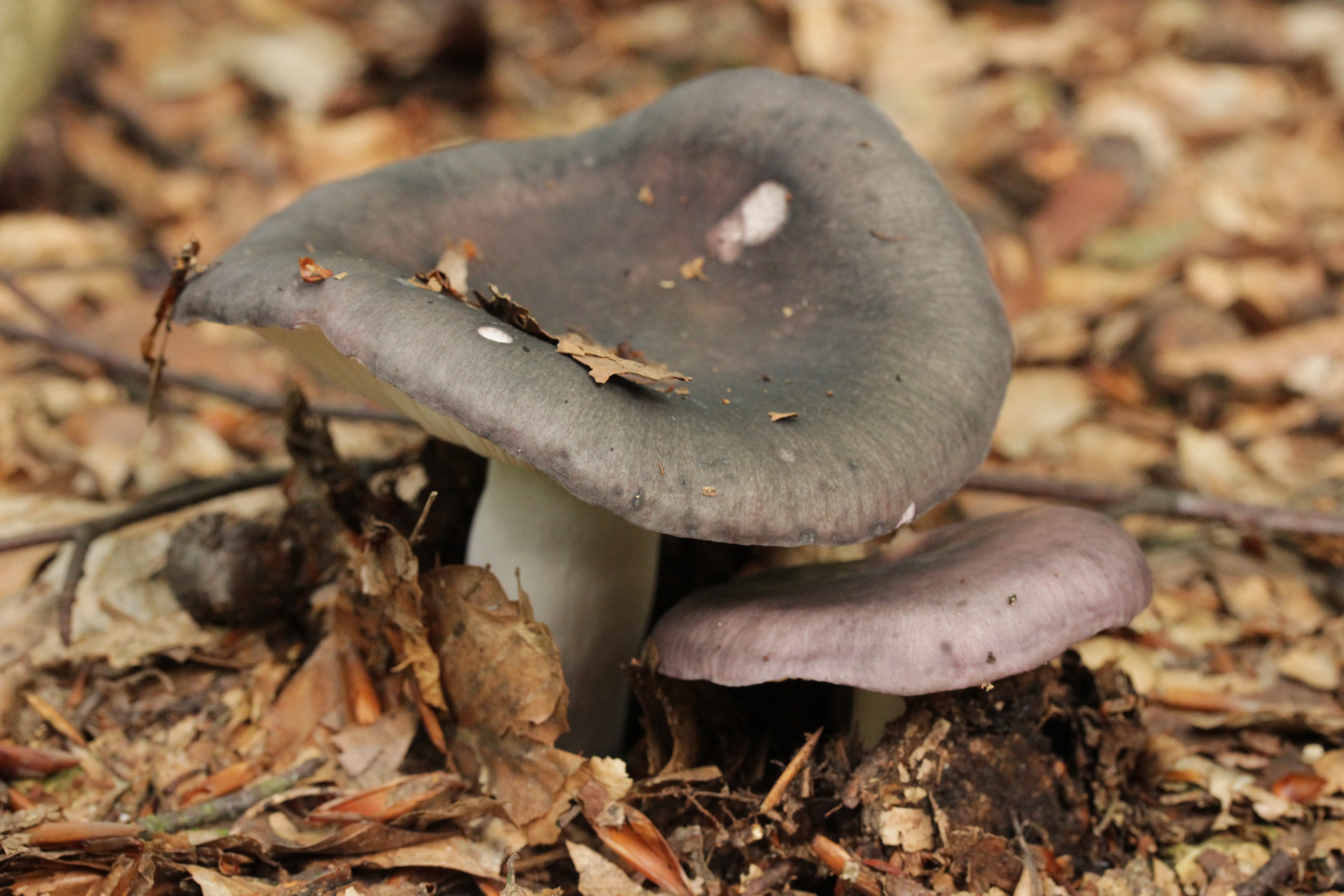
Llora morada (Russula cyanoxantha)

## Grans grups de cualbres
Es diferencien cinc grans grups de cualbres, les espècies més corrents dels quals són:

### Cualbres llores
Cualbres de mitjanes a grans; carn mitjanament consistent i dolça; barret virolat, sovint grisenc, de color violeta blavós o verd, algun cop (llora mostelina) brunenc; làmines blanques, o bé greixoses o bé fràgils; cama més aviat curta. Corresponen al subgènere Heterophyllidia.
Entre les llores més corrents:
- Russula cyanoxantha, llora morada
- Russula cyanoxantha f. cutefracta, llora morada pigada
- Russula cyanoxantha'' f. '' peltereaui, llora verda de Peltereau
- Russula parazurea, llora blavenca
- Russula ilicis, llora d’alzina gran
- Russula pseudoaeruginea, llora d’alzina petita
- Russula amethystina, llora d’ametista
- Russula monspeliensis llora d’estepa
- Russula heterophylla, llora forcada
- Russula aeruginea, llora gris verdosa
- Russula grisea, llora grisa, palomí
- Russula ionochlora, llora lila
- Russula mustelina, llora mostelina
- Russula vesca, llora rosada
- Russula virescens, llora verda

### Cualbres abelleres

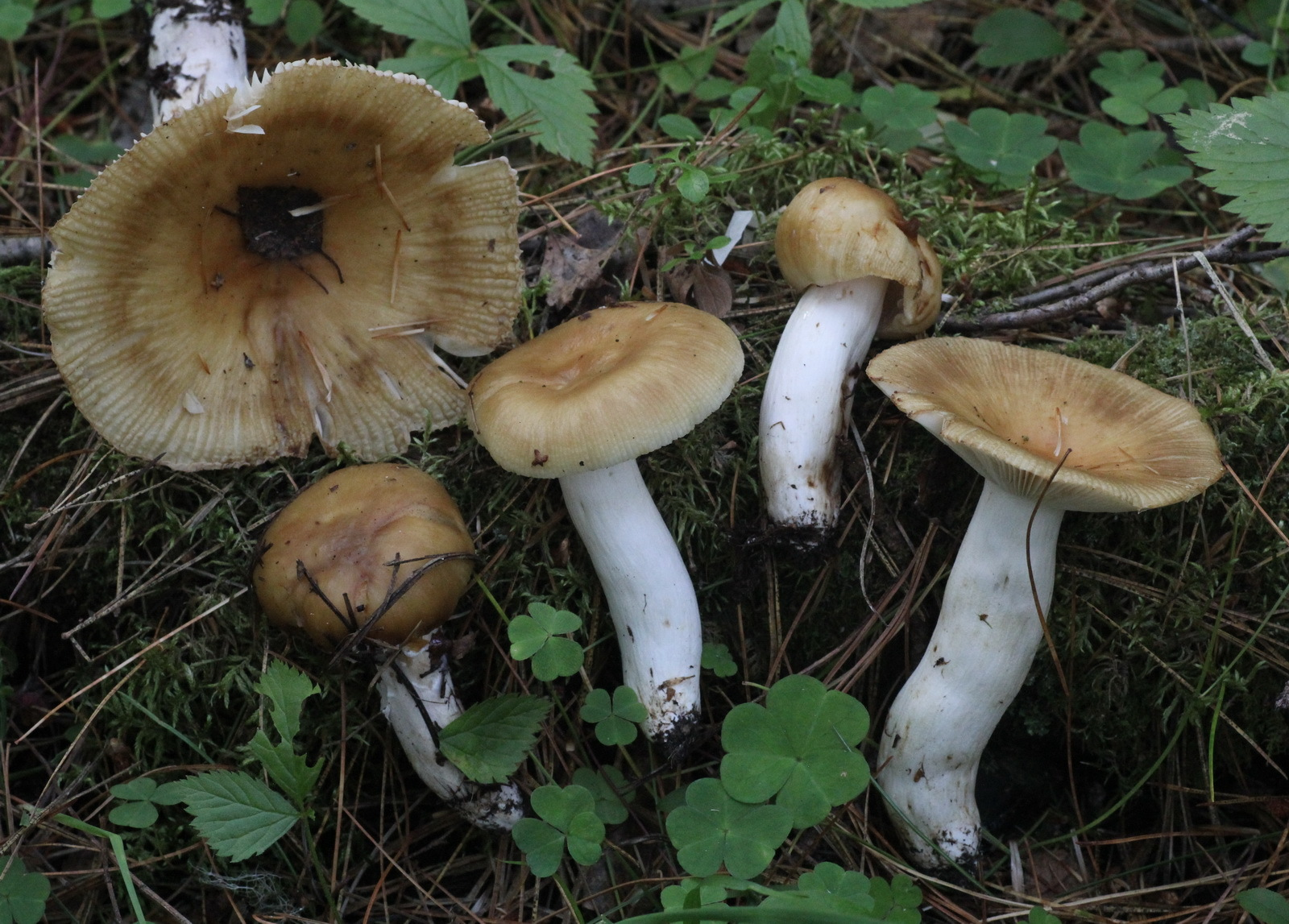
Abellera gran (Russula foetens)

Cualbres de mitjanes a grans, que solen tenir barrets de colors ocre a bru groguencs, viscosos o glutinosos, marge pentinat, cama cavernosa, olor fètida i pudent o bé anisada, i tast picant o simplement desagradable.
Entre les espècies de cualbres abelleres més corrents: 

- Russula foetens, abellera gran
- Russula subfoetens, abellera petita
- Russula putida, abellera de surera
- Russula grata, abellera d’ametlles amargues
- Russula fragantissima, abellera anisada
- Russula illota, abellera tacada
- Russula pectinata, abellera fosca
- Russula sororia, abellera fosca de formatge
- Russula amoenolens, abellera fosca de peix
- Russula praetervisa, abellera d’alzina
- Russula insignis, abellera de peu groc
- Russula fellea, abellera de compota de poma
- Russula farinipes, abellera fruitada

### Cualbres escaldabecs
Cualbres de grans a petites, sovint de tons vermells, violacis o morats vius, caracteritzades per la coïssor que provoca menjar la carn o làmines. La cremor, que pot ser extremadament coent, les fa no comestibles. Les pluges fortes solen decolorar-les. Correspon a les seccions Piperinae i Insidiosae

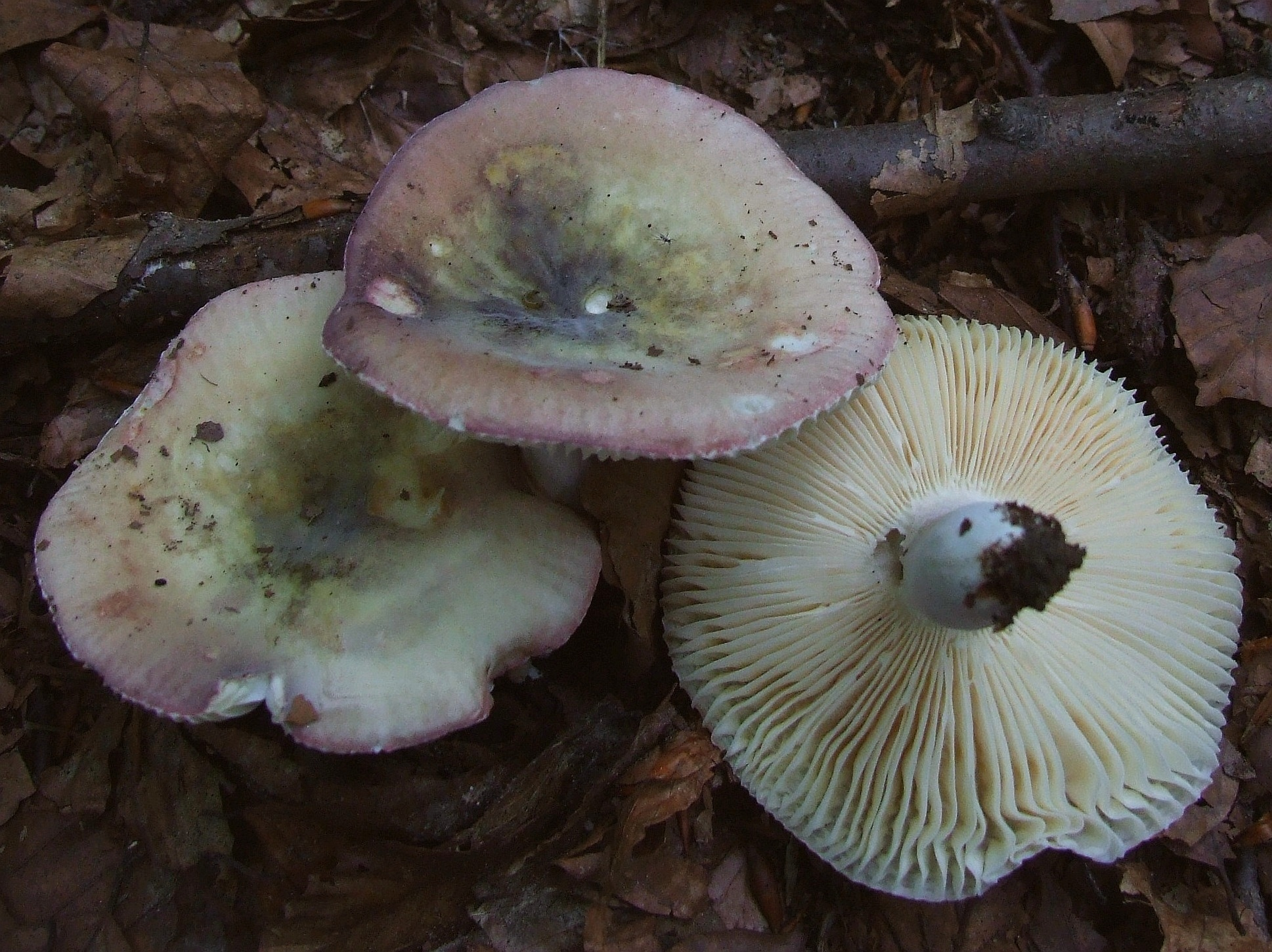
Escaldabec fràgil (Russula fragilis)

- Russula quercilicis, escaldabec clapat de roure

- Russula raoultii, escaldabec d’ivori
- Russula solaris, escaldabec daurat
- Russula nobilis, escaldabec de fageda
- Russula pelargonia, escaldabec de gerani
- Russula veternosa, escaldabec de mel
- Russula queletii, escaldabec de Quélet
- Russula decipiens, escaldabec enganyós
- Russula atropurpurea, escaldabec fosc
- Russula fragilis, escaldabec fràgil
- Russula badia, escaldabec de pi negre
- Russula veternosa, escaldabec fruitat
- Russula luteotacta, escaldabec groguenc
- Russula persicina, escaldabec persicolor
- Russula maculata, escaldabec tacat
- Russula emetica, escaldabec estriat
- Russula torulosa, escaldabec vinós (de poma)
- Russula sardonia, escaldabec vinós cornalí
- Russula sanguinea, escaldabec, marieta

### Cualbres dolces

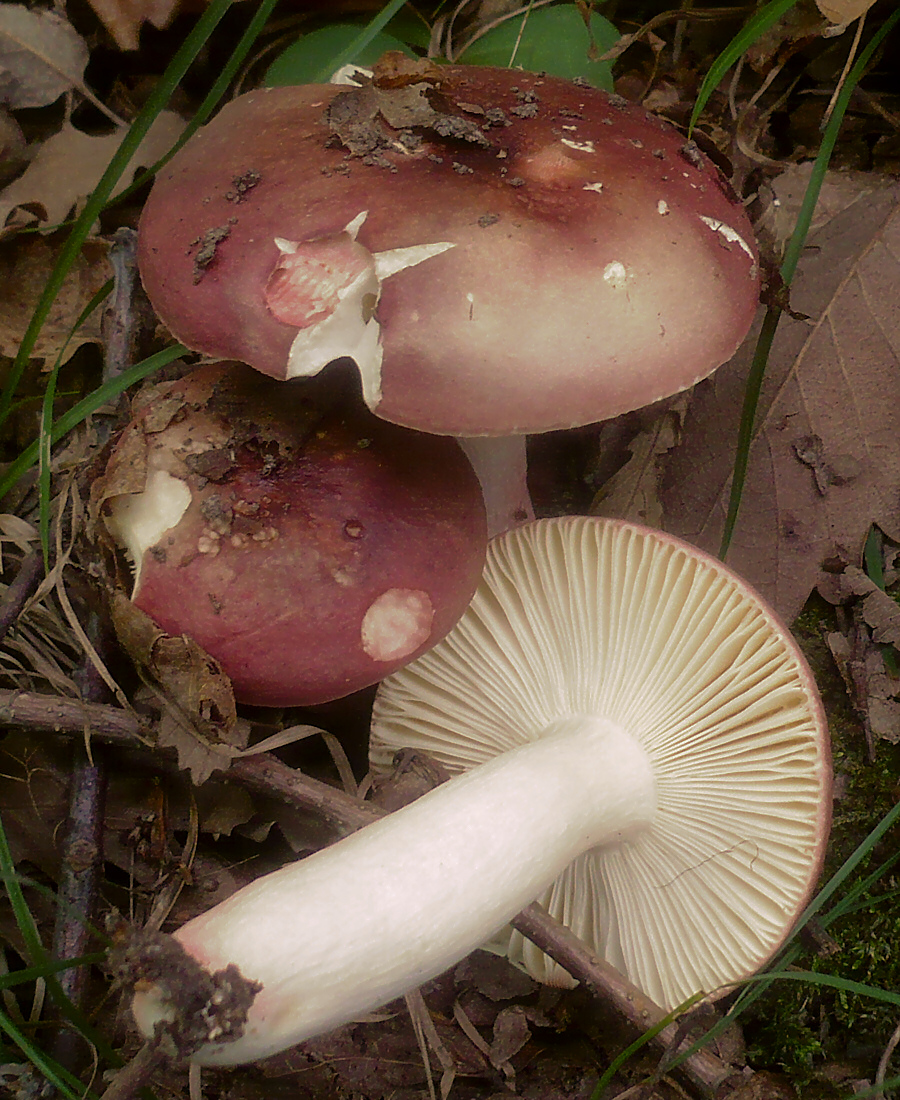
Vinosa (Russula vinosobrunnea)

Junt amb els escaldabecs, les cualbres dolces és dels grups de cualbres que inclou més espècies diferents. Per tant, són espècies complexes de diferenciar amb seguretat sense l’ajut d’un microscopi. De colors molt variats pel que fa a la superfície, làmines i dipòsit esporal.
Entre les espècies més corrents de cualbres dolces:
- Russula seperina, carbonera
- Russula claroflava, cuagra groga de molleres
- Russula ochroleuca, cuagra groguenca
- Russula puellaris, cuagra groguera de carn blana
- Russula aurea, reigera
- Russula risigallina, reigera clapada
- Russula lutea, reigera menuda
- Russula rosea, vermella de carn ferma
- Russula vinosobrunnea, vinosa
- Russula caerulea, vinosa amarga
- Russula curtipes, vinosa camacurta
- Russula cessans, vinosa de cama blana
- Russula font-queri, vinosa de Font i Quer
- Russula melliolens, vinosa de mel
- Russula integra, vinosa de pi negre
- Russula romellii, vinosa de Romell
- Russula melitodes, vinosa de roure
- Russula velenovskyi, vinosa de Velenovsky
- Russula olivacea, vinosa olivàcia
- Russula alutacea, vinosa olivàcia (de cama rosada)
- Russula rubroalba, vinosa rubroalba

### Cualbres peixenques
Les peixenques o cualbres peixenques són un grup de cualbres que s'identifica amb certa facilitat per l’olor que desprèn la carn i les làmines dels bolets adults. Recorda l’olor de l’arengada o del brou de marisc en plena ebullició, especialment el que incorpora crustacis (crancs, gambes), també l’olor que desprenen les nyàmeres o petaques quan es couen.
Hi ha dos grups de cualbres peixenques segons el comportament de la carn un cop tallada:
- Entre les peixenques de carn blanca que esdevé bruna al tall o al frec (i verdosa si apliquem sulfat de ferro):
  - Russula graveolens, peixenca d’alzina
  - Russula faginea, peixenca de faig
  - Russula pascua, peixenca de salenca
  - Russula xerampelina, vinosa de cranc
- Entre les peixenques de carn blanca que no canvia de color al tall o al frec, que corresponen al subgènera Amoenula:
  - Russula amoena, peixenca vellutada
  - Russula violeipes, peixenca vellutada de cama lila
  - Russula amoenicolor, peixenca vellutada de plana